# Jean Dujardin
Jean Edmond Dujardin [ʒã edmɔ̃ dyʒaʁdɛ̃] (* 19. Juni 1972 in Rueil-Malmaison, Département Hauts-de-Seine) ist ein französischer Schauspieler, Komiker, Sänger und Oscar-Preisträger.

## Leben
Jean Dujardin arbeitete zunächst als Schlosser. Nach seinem Militärdienst spielte er auf lokalen Kabarettbühnen. Er schloss sich dem Ensemble „Nous Ç Nous“ an, mit dem er zwischen 1997 und 1998 drei Mal in der Kategorie „Komiker“ in der französischen Fernsehshow Graines de stars siegte. Mit Alexandra Lamy, mit der er längere Zeit liiert und von 2009 bis 2013 verheiratet war, spielte er zwischen 1999 und 2003 in der französischen Adaption der kanadischen Sitcom Un gars, une fille.
Aufgrund seiner enormen Popularität erhielt er 2002 erste Filmrollen. Nach einigen Nebenrollen hatte er mit der Filmkomödie Cool Waves – Brice de Nice, die auf einer seiner Standup-Figuren basierte, seinen Durchbruch im französischen Kino; der Film verzeichnete mehr als vier Millionen Zuschauer. Mit Le Casse de Brice aus dem Filmsoundtrack, einem Rap auf die Musik von Give Me the Night von George Benson hatte er einen großen Charthit im französischsprachigen Raum. 2006 spielte er die Hauptrolle in der Agentenfilm-Parodie OSS 117 – Der Spion, der sich liebte, die auf dem Romanhelden OSS 117 basiert. Auch dieser Film war mit über zwei Millionen Zuschauern ein Kassenerfolg, ebenso die Fortsetzung 2009 unter dem Titel OSS 117 – Er selbst ist sich genug.
Für seine Rolle des scheiternden Stummfilmdarstellers George Valentin in Michel Hazanavicius’ The Artist (2011) erhielt er 2012 als erster französischer Schauspieler den Oscar als bester Hauptdarsteller. Weitere Auszeichnungen waren der Darstellerpreis der 64. Filmfestspiele von Cannes, ein Golden Globe, ein British Academy Film Award sowie Nominierungen für den Europäischen Filmpreis und den César.

## Filmografie (Auswahl)
- 1999–2003: Un gars, une fille (TV-Serie)
- 2002: Ah! Si j’étais riche
- 2003: Toutes les filles sont folles
- 2003: Les clefs de bagnole
- 2004: Cash Truck – Der Tod fährt mit (Le convoyeur)
- 2004: Mariages!
- 2004: Die Daltons gegen Lucky Luke (Les Dalton)
- 2005: Cool Waves – Brice de Nice (Brice de Nice)
- 2005: Tortur d’amour – Auf immer und ledig (Il ne faut jurer de rien!)
- 2006: OSS 117 – Der Spion, der sich liebte (OSS 117: Le Caire nid d’espions)
- 2007: Counter Investigation – Kein Mord bleibt ungesühnt (Contre-enquête)
- 2007: Hellphone
- 2007: 39,90 (99 francs)
- 2008: Ca$h
- 2008: Ein Mann und sein Hund (Un homme et son chien)
- 2009: OSS 117 – Er selbst ist sich genug (OSS 117: Rio ne répond plus)
- 2009: Lucky Luke
- 2010: Der Klang von Eiswürfeln (Le bruit des glaçons)
- 2010: Kleine wahre Lügen (Les petits mouchoirs)
- 2010: Das Mädchen von gegenüber (Un balcon sur la mer)
- 2011: The Artist
- 2012: Männer und die Frauen (Les infidèles)
- 2013: Die Möbius-Affäre (Möbius)
- 2013: 9 mois ferme
- 2013: The Wolf of Wall Street
- 2014: Monuments Men – Ungewöhnliche Helden (The Monuments Men)
- 2014: Der Unbestechliche – Mörderisches Marseille (La French)
- 2015: Un plus une
- 2016: Mein ziemlich kleiner Freund (Un homme à la hauteur)
- 2016: Brice 3
- 2017: Chacun sa vie
- 2018: Die Rückkehr des Helden (Le retour du héros)
- 2018: I Feel Good
- 2018: Call My Agent! (TV-Serie, zwei Folgen)
- 2019: Nous finirons ensemble
- 2019: Monsieur Killerstyle (Le daim)
- 2019: Intrige (J’accuse)
- 2021: OSS 117 – Liebesgrüße aus Afrika
- 2022: November (Novembre)
- 2023: Auf dem Weg (Sur les chemins noirs)
- 2023: Alphonse, (TV-Serie, 6 Folgen)

## Auszeichnungen (Auswahl)
César

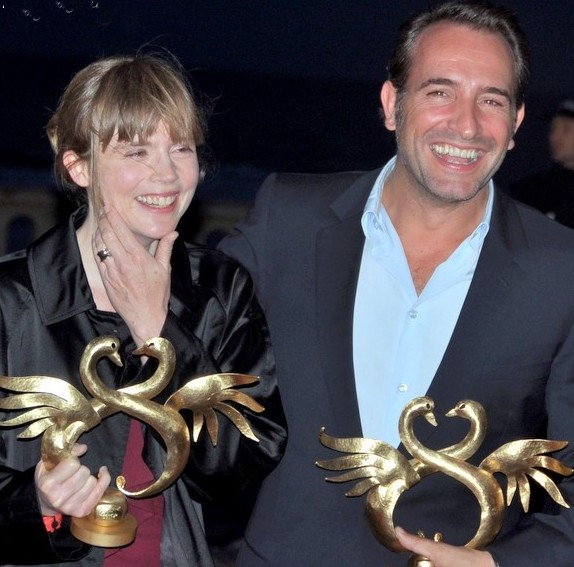
Dujardin mit Isabelle Carré beim Festival du film de Cabourg (2011)

- 2007: Nominierung in der Kategorie Bester Hauptdarsteller für OSS 117 – Der Spion, der sich liebte
- 2012: Nominierung in der Kategorie Bester Hauptdarsteller für The Artist
- 2020: Nominierung in der Kategorie Bester Hauptdarsteller für Intrige

Oscar
- 2012: Bester Hauptdarsteller für The Artist

Golden Globe
- 2012: Bester Hauptdarsteller – Komödie oder Musical für The Artist

British Academy Film Award
- 2012: Bester Hauptdarsteller für The Artist

Critics’ Choice Movie Award
- 2012: Nominierung in der Kategorie Bester Hauptdarsteller für The Artist

Chicago Film Critics Association Award
- 2011: Nominierung in der Kategorie Bester Hauptdarsteller für The Artist

Chlotrudis Award
- 2012: Nominierung in der Kategorie Bester Hauptdarsteller für The Artist

Étoile d’Or
- 2007: Bester Hauptdarsteller für OSS 117 – Der Spion, der sich liebte
- 2012: Bester Hauptdarsteller für The Artist

Europäischer Filmpreis
- 2011: Nominierung in der Kategorie Bester Darsteller für The Artist
- 2019: Nominierung in der Kategorie Bester Darsteller für Intrige

Festival du film de Cabourg
- 2011: Swann d’Or in der Kategorie Bester Darsteller für Un balcon sur la mer

Globe de cristal
- 2007: Nominierung in der Kategorie Bester Darsteller für OSS 117 – Der Spion, der sich liebte
- 2010: Nominierung in der Kategorie Bester Darsteller für OSS 117 – Er selbst ist sich genug
- 2012: Nominierung in der Kategorie Bester Darsteller für The Artist
- 2019: Nominierung in der Kategorie Bester Darsteller – Komödie für I Feel Good
- 2020: Nominierung in der Kategorie Bester Darsteller für Intrige
- 2020: Nominierung in der Kategorie Bester Darsteller – Komödie für Monsieur Killerstyle

Internationale Filmfestspiele von Cannes
- 2011: Bester Darsteller für The Artist

Jupiter
- 2014: Nominierung in der Kategorie Bester Darsteller International für Die Möbius-Affäre

London Critics’ Circle Film Award
- 2012: Bester Hauptdarsteller für The Artist

Prix Lumières
- 2012: Nominierung in der Kategorie Bester Darsteller für The Artist
- 2020: Nominierung in der Kategorie Bester Darsteller für Intrige

Prix Raimu
- 2006: Nominierung in der Kategorie Bester Hauptdarsteller für OSS 117 – Der Spion, der sich liebte
- 2007: Bester Hauptdarsteller für 39,90

National Society of Film Critics Award
- 2012: Nominierung in der Kategorie Bester Hauptdarsteller für The Artist

New York Film Critics Circle Award
- 2011: Nominierung in der Kategorie Bester Hauptdarsteller für The Artist

Screen Actors Guild Award
- 2012: Bester Hauptdarsteller für The Artist
- 2012: Nominierung in der Kategorie Bestes Schauspielensemble (zusammen mit Bérénice Bejo, James Cromwell, John Goodman und Penelope Ann Miller) für The Artist

Weitere
- 2009: Chevalier de l’Ordre des Arts et des Lettres (Ritterkreuz des Ordens der Künste und der Literatur)[6]
- 2011: Chevalier de l’Ordre national du Mérite (Ritterkreuz des französischen Nationalverdienstordens)[7]